# Chiaki Kuriyama
Chiaki Kuriyama (栗山 千明 Kuriyama Chiaki?,  Tsuchiura, Prefectura de Ibaraki, 10 de octubre de 1984) es una actriz, modelo y cantante japonesa, afiliada a Space Craft. Kuriyama es principalmente conocida por sus roles de Takako Chigusa en Battle Royale y a Gōgo Yubari en Kill Bill: Volumen 1.

## Carrera
Kuriyama fue una de las modelos más populares durante el auge de niños modelo en Japón en la década de los años 1990. En 1997 apareció en los libros de fotos Shinwa Shōjo y Shōjokan (Residencia femenina), fotografiada por Kishin Shinoyama. Shinwa Shōjo se convirtió en un éxito de ventas, pero como contenía desnudos su publicación fue suspendida por la editorial en 1999 tras la implantación de nuevas leyes contra la pornografía infantil. También posó como modelo para las revistas de moda infantil Nicola (1997-2001) y Puchi Lemon (1996-2001). 
Consiguió el reconocimiento general como actriz en Japón por sus papeles protagonistas en las películas de terror Shikoku (1999) y Ju-on (2000). Chiaki también apareció en la película de acción Battle Royale (2000) en el papel de Takako Chigusa. Tras varias apariciones estelares en diversos programas de televisión japoneses (incluido  Rokubanme no Sayoko), Kuriyama debutó en Hollywood con la película de Quentin Tarantino Kill Bill, volumen I como Gogo Yubari, la colegiala yakuza armada con un manriki, guardaespaldas de la jefa del hampa de Tokio O-Ren Ishii (Lucy Liu).
Kuriyama también trabajó en papeles importantes en las películas Azumi 2: Death or Love, y  en Yokai Daisenso (La gran guerra Yokai), de Takashi Miike. Inspiró uno de los personajes del manga de Hiroya Oku, Gantz, el cual lleva su nombre y es una joven de secundaria que fue prácticamente secuestrada y ganada por unos vampiros, de los cuales ahora hace parte. Oku ha dicho que le impresionó mucho la actuación de Chiaki en Kill Bill y por eso decidió crearle un personaje homónimo.
En el campo de los videojuegos, interpretó a Misuzu Asagi, un personaje secundario, en el videojuego Yakuza: Dead Souls de Sega para PlayStation 3 en 2011.

## Filmografía y TV
- Even Though We're Adults (2025) (TV) como Akari Hirayama.
- Ōoku (2024) (TV) como Lady Matsushima.
- Hanasaki Mai ga Damattenai (2024) (TV) como Kyoka Nezu.
- Hakkenden: Fiction and Reality (2024) como Tamazusa.
- Liaison: Kodomo no Kokoro Shinryosho (2023) (TV) como Kazuki Mukaiyama.
- Fullmetal Alchemist: The Final Alchemy (2022) como Olivier Mira Armstrong.
- A Sower of Seeds 4 (2021) como Keiko Jinno.
- 24 Japan (2020) (TV) como Itsuki Mizuishi.
- Chiwawa (2019) como Yūko.
- CSI: Crime Scene Talks (2017) (TV) como Rio Kanzaki.
- Wedding Bells For The Otaku? (2017) (TV) como Haruko Fujita.
- La espada del inmortal (2017) como Hyakurin.
- Fukigen na Kajitsu (2016) (TV) como Mayako Mizukoshi.
- Copy Face (2016) (TV) como Nodoka Hirosawa / Fuyuko Asakura.
- The Top Secret: Murder in Mind (2016) como Yukiko Miyoshi.
- Algernon ni Hanataba wo (2015) (TV) como Haruka Mochizuki.
- Heat (2015) (TV) como Sakura Azumi.
- Library Wars: The Last Mission (2015) como Asako Shibasaki.
- A Sower of Seeds 2 (2015) como Keiko Kanno.
- Team Batista 4: Rasen Meikyū (2014) (TV) como Sumire Sakuranomiya.
- Alice no Toge (2014) (TV) como Miwa Hoshino.
- Satsujin Hensachi 70 (2014) (TV) como Sana Nishiura.
- Dr. Nâsu eido (2014) (TV) como Kotomi Hayashi.
- Time Taxi (2014) (TV) como Misora Shibayama.
- Team Batista Final: Kerberos no Shōzō (2014) como Sumire Sakuranomiya.
- Ataru Special: New York kara no Chōsenjō (2013) (TV) como	Maiko Ebina.
- Haitatsu Saretai Watashitachi (2013) (TV) como Yu Okue.
- Kaibutsu (2013) (TV) como Emi Ishikawa.
- Jikken Keiji Totori 2 (2013) (TV) como Makorin.
- Shikeidai no 72 Jikan (2013) (TV) como Tōko Natsuki.
- Toshokan Sensō (2013) como Asako Shibasaki.
- SPEC: Close: Incarnation (2013) como Satoko Aoike.
- SPEC: Close: Reincarnation (2013) como Satoko Aoike.
- Ataru the First Love & the Last Kill (2013) como Maiko Ebina.
- Ataru	(2012) (TV) como Maiko Ebina.
- Jikken Keiji Totori (2012) (TV) como Makorin.
- Ghostwriter Hotel (2012) como Naoko Utsumi.
- SPEC: Ten (2012) como Satoko Aoike.
- Rebound (2011) (TV) como Hitomi Mimura.
- Tsukahara Bokuden (2011) (TV) como Mahiro.
- Himitsu Chohoin Erika (2011) (TV) como Erika Takahashi.
- Carnation (2011) (TV) como Natsu Yoshida.
- Atami no Sosakan (2010) (TV) como Sae Kitajima.
- Neck (2010) como Eiko Akasaka.
- Kamogawa Horumo (2009) como Fumi Kusunoki.
- Hagetaka: The Movie (2009) como Yuka Mishima.
- Rebound (2011) como Mimura Hitomi.
- Loss Time Life (2008) (TV) como Ayaka Kurosaki.
- Sirius no Michi (2008) (TV) como Yuka Hirano.
- Komori Seikatsu Kojo Club (2008) como Shizue.
- Ashita no Kita Yoshio (2008) (TV) como Rika Hasegawa.
- GS Wonderland (2008) como Miku.
- KIDS (2008) como Shiho.
- Tengu Gaiden (2007) como Amaya.
- Tokkyu Tanaka 3 Go (2007) (TV) como Terumi Meguro.
- Ekusute (2007) como Yuko Mizushima.
- Hagetaka (2007) (TV) como Yuka Mishima.
- Kakure Karakuri (2006) (TV) como Karin Hanayama.
- Kisarazu Cats Eye: World Series (2006) como Ayako Sugimoto.
- Haru, Barneys de (2006) (TV) como Sakurai Sae.
- Woman's Island (2006) (TV) como Rei Fujishima.
- Jyooubachi (2006) (TV) como Tomoko Daidoji.
- Scrap Heaven (2005) como Saki Fujimura.
- La Gran Guerra Yokai (The Great Yokai War) (2005) como Agi.
- Into the Sun (2005) como Ayako.
- Azumi 2: Death or Love (2005) como Kozue.
- MAIL (2005) como Mikoto.
- Kagen no Tsuki (2004) como Mizuki Mochizuki.
- Itsuka 'A' Torein ni Note (2003) como Yuki Noguchi.
- Kill Bill: Vol. 1 (2003) como Gogo Yubari.
- R-17 (2001) (TV) como Saori Maruyama.
- Battle Royale (2000) como Takako Chigusa - Chica n.º 13.
- MPD Psycho (2000) (TV) como Mao Fujiki.
- Himitsu Kurabu O-Daiba.com (2000) (TV) como Kazumi Naruse.
- Taju Jinkaku Tantei Saiko - Amamiya Kazuhiko no Kikan (2000) (TV)
- Rokubanme no Sayoko (2000) (TV) como Sayoko Tsumura.
- Ju-on (2000) (V) como Mizuho Tamura.
- Kamen Gakuen (2000) como Reika Dojima.
- Shikoku (1999) como Sayori Hiura.
- Eden's Bowy (1999) (TV)(anime) la voz de Konyako Persia.
- Kowai Dōwa - Oyayubihime (1999) (TV) como Sayako.
- Nacchan Ka (1998) (TV)
- Gonin (1995) como la hija de Ogiwara.
- Toire no Hanako-san (1995)

## Videojuegos
- Yakuza: Dead Souls (2011) como Misuzu Asagi.

## Anuncios
- IZZUE (ropa)
- Shiseido Maquillage (maquillaje)
- Panasonic P901iS/P902iS/P903i (teléfono móvil)
- Ecko Unlimited (ropa)
- Yogur Morinaga Aloe (una marca de lácteos)
- Clorets (chicle de menta)
- JA Bank Mie (compañía bancaria)
- Glico wakogoro (helado)
- BioHazard 5 (Videojuego)

## Libros de fotos
- Namaiki! Fotografía: Kishin Shinoyama. Textos: Akio Nakamori. (ISBN 4-10-326205-2) (1996).
- Tenshi (天使). Fotografía: Mitsuo Kawamoto. (ISBN 4-09-680821-0) (1996).
- Shinwa-Shōjo. (神話少女）. Fotografía: Kishin Shinoyama. Textos: Akio Nakamori. (ISBN 4-10-326207-9) (1997)
- Shōjokan (少女館).　Fotografía: Kishin Shinoyama. (ISBN 4-10-326209-5) (1997)
- Shikoku nite （死国にて). (ISBN 4-04-904318-1) (1999)
- Kuriyama Chiaki ACCESS BOOK (栗山千明 ACCESS BOOK) (ISBN 4-04-853047-X) (1999)
- Princess (プリンセス 栗山千明×蜷川実花）. Fotografía: Mika Ninagawa. (ISBN 4-06-352725-5) (2004)
- Car girl. Fotografía: Kishin Shinoyama. (ISBN 4-584-17094-0) (2004)

## DVD
- digi+KISHIN DVD: Chiaki Kuriyama. Película de Kishin Shinoyama. (ASIN B0001LNO7O) (2004)
- digi+Girls kishin NO.4 Kuriyama Chiaki (digi+Girls kishin NO.4 栗山 千明). Fotografía: Kishin Shinoyama. (ASIN: 4255002797) (2004)